# Viba Fembas första CD
Viba Fembas första CD är a cappella-gruppen Viba Fembas skivdebut och kom ut 1992.

## Låtlista
1. "Kråkbegravningen" (Text: Barbro Lindgren– musik: Jojje Wadenius) – 2:01
  - Solo: Peter Boivie
2. "Makten åt skogen" (Staffan Lindberg) – 3:39
  - Solo: Gunnar Axelson-Fisk
3. "Har du kvar din röda cykel" (Text: Hans Widmark – musik: Anders Widmark) – 2:52
  - Solo: Gunnar Axelson-Fisk
4. "Asfaltvisan" (Lasse Hollmer, Hans Bruniusson) – 3:51 
  - Far: Peter Boivie
  - Son: Gunnar Axelson-Fisk (Julia Boivie)
5. "Valles dröm" (Jörgen Lantz, Anders Linder, Hans Wigren, Gunila Ambjörnsson) – 2:14
  - Solo: Staffan Lindberg, Peter Boivie
6. "Somliga går med trasiga skor" (Cornelis Vreeswijk) – 4:35
  - Solo: Henrik Ekman
7. "Jag såg" (Text: Predikaren 3: 1-8 – musik: Lars Gullin) – 2:48
8. "Få färre färst" (Staffan Lindberg) – 2:57
9. "Å ente flöttar ja te sjöss" (Lasse Hollmer) – 2:07
10. "Blackbird" (Lennon/McCartney) – 3:16
  - Solo: Henrik Ekman
11. "Sudda sudda" (Gullan Bornemark) – 5:16
  - Solo: Gunnar Axelson-Fisk
12. "Jag vill ha en hund, en blå" (Text: Barbro Lindgren – musik: Jojje Wadenius) – 3:20
  - Solo: Henrik Ekman
13. "Lille Lars förtidiga bortgång" (Gullan Bornemark, Staffan Lindberg) – 11:09
  1. "Ken Lars" – 1:56
  2. "Är du vaken Lars?" – 1:54
  3. "Lars död" – 4:16
  4. "Lillebror" – 0:37
  5. "Lillebror slår tillbaka" – 2:25

  - Lars: Staffan Lindberg
  - Lillebror: Henrik Ekman

- Arrangemang:
- Staffan Lindberg (2-9, 11)
- Gunnar Axelsson-Fisk (1)
- Gunnar Misgeld (10)
- Viba Femba & Kaarle Mannila (12)

## Viba Femba
- Peter Boivie
- Henrik Ekman
- Gunnar Misgeld
- Staffan Lindberg
- Gunnar Axelson-Fisk